# Décision à Sundown
Pour plus de détails, voir Fiche technique et Distribution.
Décision à Sundown (Decision at Sundown) est un western américain de Budd Boetticher, sorti en 1957.

## Synopsis
Bart Allison (Randolph Scott) rejoint un ami, Sam, qui a découvert la ville où se trouve le dangereux Tate Kinsbrough (John Carroll) qu'Allison cherche depuis 3 ans, certainement pour le tuer. Il souhaite venger une certaine Mary, que Kinsbrough avait poussée au suicide par un adultère quand il était à l'armée. Les deux compères entrent en ville pour accomplir leur besogne. Mais cette ville, totalement sous la coupe de Kinsbrough, se prépare à célébrer le jour même le mariage de ce dernier. Mais la victime indirecte de Kinsbrough, que Sam a bien connue, avait déjà eu, en l'absence de Bart, d'autres amants ; ce qui va diviser les deux amis quand Sam va apprendre le but de Bart...

## Fiche technique
- Titre original : Decision at Sundown
- Titre français : Décision à Sundown
- Titre alternatif : Le vengeur agit au crépuscule
- Réalisation : Budd Boetticher
- Scénario : Charles Lang Jr., d'après le roman Decision at Sundown de Vernon L. Fluharty, pseudonyme de Michael Carder
- Direction artistique : Robert Peterson
- Décors : Frank A. Tuttle
- Costumes : Iva Walters, Harvey Gerhard
- Photographie : Burnett Guffey
- Son : John Livadary
- Montage : Al Clark
- Musique : Heinz Roemheld
- Production : Harry Joe Brown
- Production associée : Randolph Scott
- Société de production : Producers-Actors Corporation
- Société de distribution : Columbia Pictures
- Pays de production :  États-Unis
- Langue originale : anglais
- Format : couleur (Technicolor) — 35 mm — 1,85:1 — son Mono (Westrex Recording System)
- Genre : Western
- Durée : 77 minutes
- Date de sortie :
  - États-Unis : 10 novembre 1957

## Distribution
- Randolph Scott (VF : Jean-Claude Michel) : Bart Allison
- John Carroll : Tate Kimbrough
- Karen Steele : Lucy Summerton
- Valerie French : Ruby James
- Noah Beery, Jr. (VF : Raoul Delfosse) : Sam
- John Archer (VF : Pierre Fromont) : Docteur Storrow
- Andrew Duggan : Shérif Swede Hansen
- James Westerfield : Otis
- John Litel (VF : Michel Gudin) : Charles Summerton
- Ray Teal (VF : Jean Violette) : Morley Chase
- Vaughn Taylor : le barbier
- Richard Deacon (VF : Raoul Guillet) : Zaron
- H. M. Wynant (VF : Jacques Ruisseau) : L'Espagnol
- Guy Wilkerson (VF : René Bériard) : Abe
- Frank Chase : un des hommes de Morley
- Frank Scannell : un des hommes de Morley
- Reed Howes : un des hommes de Morley
- Shirley Jocelyn : Lillian

## Autour du film
- C'est le troisième film de Budd Boetticher dans lequel joue Randolph Scott, après Sept hommes à abattre et L'Homme de l'Arizona.